# Canal 4 Navarra
Canal 4 Navarra fue un canal de televisión privado y generalista que emitió en la Comunidad Foral de Navarra por TDT durante 18 años hasta 2012. Desde el año 2000 formaba parte de la red de emisoras de televisión Localia propiedad del Grupo Prisa. También contaba con un segundo canal, denominado Canal 4 Digital, que emitía en el mismo Multiplexor redifusiones del canal principal.
Durante su andadura Canal 4 Navarra compitió con otras dos cadenas privadas autóctonas: Canal 6 Navarra y Popular TV Navarra. Sin embargo la situación de crisis económica y el cambio de la convocatoria de subvenciones del Gobierno de Navarra comprometió la viabilidad de los canales. Canal 4 Navarra Digital S.A. decidió no participar en la fusión para crear Navarra Televisión, a diferencia de las otras dos empresas, aunque tres de sus trabajadores se incorporaron al equipo del nuevo canal.

## Historia del canal

### Orígenes
Los orígenes de Canal 4 Navarra se remontan al 28 de febrero de 1994 fecha del nacimiento de la primera televisión local privada de Pamplona: Pamplona Televisión. Aunque las primeras emisiones del canal se realizaron en octubre de 1993 posteriormente se vieron obligados a suspender las mismas hasta su reinicio en 1994. Su fundador y primer director fue el director y realizador Luis Cortés.
Con una programación local, y una parrilla que abarcaba pocas horas de emisión, las emisiones del canal cubrían el área metropolitana de Pamplona. Sus estudios se situaron inicialmente en la calle Serafín Olave del barrio de Iturrama y, posteriormente, se trasladaron al Hotel 3 Reyes de la capital navarra. En su programación destacaban, además de los programas informativos diarios, los espacios "Marcador", presentado por Álex Samanes, el magacín de actualidad "Desde el pocico" o el programa de videoclips "Cliptomanía".

### Fundación
Tras los primeros años de puesta en marcha en 1997 un grupo de empresarios navarros, encabezados por el promotor inmobiliario Miguel Rico, adquirió los activos de Pamplona Televisión para crear una televisión privada de ámbito regional. Su primer director, en 1997, fue Manuel Álvarez sustituido en 1998 en Joaquín Echenique. El logotipo, en colores amarillo, blanco y negro, no cambió en toda su andadura y las "moscas" tampoco tuvieron cambios, a excepción de su etapa de integración en Localia, con leves reducciones de tamaño.

"Hemos diseñado una programación que pretendemos sea motivo de orgullo para todos los navarros. Queremos que sea más moderna, más entretenida y, sobre todo, mucho más informativa".
Manuel Álvarez, primer director de Canal 4 Navarra (1997)

El 17 de marzo de 1997 comenzaron las emisiones de la nueva marca: Canal 4 Navarra en una gala inaugural presentada por África Baeta y Emma García a la que asistió el Presidente del Gobierno de Navarra Miguel Sanz. Se ampliaron las horas de programación, los contenidos, la calidad y el área de emisión, se inauguraron unos nuevos estudios en Cordovilla y se reforzó la plantilla que llegó hasta el centenar de personas. En noviembre de 1998 se precintaron, por orden del Ministerio de Fomento, los reemisores que emitían la señal fuera del área metropolitana de Pamplona aprovechando un vacío legal lo que motivó el apoyo del Gobierno de Navarra y la puesta en marcha de una campaña de recogida de firmas. En 1999 la decisión fue revocada y la señal se volvió a emitir en toda la comunidad foral. No obstante las dificultades económicas y la escasez de ingresos publicitarios motivaron que poco a poco se fuera reduciendo la plantilla y se buscaran nuevos socios para proseguir con el proyecto.

"Creemos que es un agravio comparativo con respecto a otros medios de comunicación que están emitiendo de un modo total o parcialmente ilegal en Navarra desde hace un tiempo y no se ha tomado ningún tipo de medida"
Joaquín Echenique, director de Canal 4 Navarra (1998)

En la parrilla destacaba el peso de los programas informativos con espacios como "Crónica en Directo" (informativo diario con dos ediciones), los programas de debate "Cara a Cara" o "Punto de Encuentro" con Jokin San Julián, el programa de investigación "Al Descubierto" o el informativo semanal "Informe 4" con África Baeta. También existía un resumen informativo en euskera, llamado "Albiste Laburpena", similar en estructura y contenido al "Arin Arin" realizado por el Centro Territorial de TVE Navarra. También había un importante componente dedicado a la información deportiva con "La Goleada", "Tiempo de Descuento" o "En Juego". En el capítulo de programas destacaba el vespertino diario "Te Damos La Tarde" presentado por Emma García, el programa de ocio "La Escapada", "Sin Límites" presentado por Serafín Zubiri, el programa de entrevistas "Una Vida a la Semana" con Carmen Harto o "Sala 4" dedicado al cine y presentado por Iñaki Arrubla. También había espacio para dos célebres espacios de humor: "El Deformativo", con Alberto Pérez y Javier Ablitas de estilo similar al "Caiga Quien Caiga", y el paródico e inclasificable "Vamos a Darle al Piquillo" con Aitor Alonso, Mariano Jauregui y Judith Segarra.

### Integración en Localia
En diciembre de 2000 el Grupo Prisa se hizo con el 51% del capital social e integró el canal en su nueva red de emisoras de televisión local y regional: Localia. El 49% restante del capital quedó en manos de empresarios navarros como Miguel Rico o Fermín Elizalde. Posteriormente también se sumó al proyecto el grupo La Información propietario de Diario de Navarra. La complejidad en las relaciones con Prisa, debido a las diferencias de criterio en cuanto a línea editorial y de gestión, motivó que en 2004 el consorcio de la familia Polanco adquiriera ese capital social por un importe cercano a los 2 millones de euros. La directora de esta nueva etapa fue Begoña Marañón.

"Canal 4 es una televisión muy querida, muy vista y muy observada. Es una televisión local que, sin embargo, ha tenido siempre y ha seguido manteniendo la voluntad de ser la televisión de Navarra. Y eso, evidentemente, sí es un mérito".
Begoña Marañón, directora de Canal 4 Navarra (2000)

Canal 4 Navarra resultó en octubre de 2003 una de las adjudicatarias, junto con Canal 6 Navarra, del servicio público de TDT en Navarra. Las licencias, con dos canales cada una, se otorgaron por un periodo de diez años, renovable por idéntico periodo. La mesa de contratación concedió a Canal 4 la mayor puntuación de las concursantes, 409 puntos, un punto más que Canal 6 y 18 más que Popular TV Navarra, que quedó excluida de este reparto y obtuvo una licencia de demarcación local. En 2007 la cobertura del canal alcanzó el 90% de la población a través de TDT.
En la parrilla de programación, además del peso central de los programas informativos dirigidos por Jokin San Julián, se pusieron en marcha nuevos programas como "De Interés General" o "Voz y Voto". Yolanda González e Iñaki Ciordia eran las personas encargadas de la información deportiva diaria, con especial seguimiento a la actualidad del Club Atlético Osasuna, y se impulsaron nuevos formatos como "Al Rojo Vivo" o "Alerta Roja". Destacó la incorporación de nuevos nombres como Julian Iantzi en "La guarida de Camille", Ana Belén Burgos en el programa de denuncia social "Usted Dirá", la directora del canal Begoña Marañón conducía un espacio que recorría los pueblos de Navarra "Navarra, mi pueblo" o Ecequiel Barricart dirigía el magacín nocturno de los viernes "Noche.Com". También se pusieron en marcha nuevos formatos como un programa dedicado a la educación sexual ("Bueno Es Saberlo"), un concurso para seleccionar un nuevo presentador ("PresentaT"), nuevos espacios de ocio juvenil ("La Cuarta Avenida", "Joven.ES", "DFIND" o "Abierto por Vacaciones") y formatos como "Navarra Splash" que recorría los pueblos en fiestas de verano o "Plató Abierto" el gran programa nocturno presentado por Ricardo Beitia y Vanessa Jaklitsch.

### Últimos años
En noviembre de 2008 el Grupo Prisa decidió cerrar la red Localia debido oficialmente a las dificultades en el marco regulatorio y la caída de la inversión publicitaria. Canal 4, uno de los 80 canales que llegaron a formar la red, fue uno de los pocos canales del grupo que siguió emitiendo a la espera de un nuevo comprador. A mediados de julio de 2010 se anunció que un consorcio de empresarios, liderados por Miguel Ángel Ancízar, se integrarían en la empresa pero esta opción no se llegó a realizar. El cambio en la convocatoria de subvenciones del Gobierno de Navarra, que hasta entonces otorgaba 1.000.000 de euros anual para la realización de una programación regional y pasó a establecer un concurso entre las distintas televisiones, precipitaron la decisión de cierre por parte de Prisa comunicada el 3 de febrero de 2012. Las emisiones de Canal 4, ya entonces el último canal de televisión regional o local propiedad de Prisa que quedaba en activo tras el cierre de Localia, cesaron oficialmente el 29 de febrero de 2012 un día antes de la inauguración del nuevo canal privado regional fruto de la fusión de Canal 6 Navarra y Popular TV Navarra: Navarra Televisión. 
En la parrilla de programación de esta última etapa se estrenaron, con la financiación del Gobierno de Navarra, nuevos formatos como "Entérate" con Andrea Miguel dedicado al ocio y tiempo libre, "Crearte - Tu espacio creativo" presentado por Oihane Garzaron dedicado a los creadores artísticos de Navarra, "La Cara Oculta de La Luna" que semanalmente repasaba propuestas culturales los miércoles por la noche, "Cuatro Esquinas" que mostraba la arquitectura de los edificios más emblemáticos de Navarra, "7 Días" realizado en lengua de signos, "La Torre de Babel" dirigido a la comunidad de inmigrantes residentes en la comunidad, "Parece Que Fue Ayer" donde se utilizaba el archivo documental del canal para repasar acontecimientos de relevancia, "Por Mérito Propio" con Elvira Obanos que reflejaba los modos de vida autóctonos, el espacio de entrevistas "Nos Queda La Palabra" presentado por Mikel Muez, "Innova" con Gonzalo García dedicado a la actualidad empresarial y "Made In Navarra" también dedicado a la actividad empresarial, "Los Caminos Del Vino" presentado por Carlos Merino dedicado a la actividad vitivinícola, "De Origen" y "Denominación De Origen, Ribera", con Ana Laura de Diego, sobre el sector agroalimentario, "El Mirón" que daba voz a historias cotidianas. Entre los programas diarios se estrenaron "Navarra 24", espacio vespertino que realizaba conexiones en directo antes del informativo, y "Habitación Con Vistas" gran programa nocturno en prime-time con Gorka Vallejo y Javier Ciordia, al que sucedió "Lo Que Queda Del Día". Cabe destacar el programa infantil "La Buhardilla de Alú" reconocido por su calidad por el Consejo Audiovisual de Navarra.
Los estudios de audiencia de medios de Navarra realizados por la empresa CIES Archivado el 29 de marzo de 2019 en Wayback Machine. certificaron en varias ocasiones que Canal 4 Navarra era la televisión regional privada más vista de Navarra. Los programas Informativos también contaron con las preferencias de los televidentes navarros. En 2017 por los canales de la TDT de Navarra donde se sintonizaba Canal 4 Navarra (7) y Canal 4 Digital Navarra (8) se pueden seguir las emisiones de Navarra Televisión y Navarra Televisión 2.

## Programación
La parrilla de programación del canal era de carácter generalista e incluía tanto programas de producción propia como espacios de la red Localia, como series o películas, desde su inclusión en la red de emisoras homónima. De amplia temática se incluían programas informativos, magacín, deportivos, infantiles, de debate o concursos. También se realizaban programas especiales con motivo de las fiestas de San Fermín y otras efemérides como el Día de Navarra o las Javieradas al Castillo de Javier. 
Pese a la variedad de formatos y espacios que se emitieron durante todos los años de emisión del canal el espacio más icónico fue el magacín SanFerManía que, durante las fiestas de Sanfermines de Pamplona, se emitía en directo durante todas las tardes en una carpa de 300 m² instalada en el paseo de Sarasate. El público podía presenciar en los asientos ubicados al pie de la carpa reportajes dedicados a las fiestas, actuaciones musicales, entrevistas y concursos y disfrutar del programa en directo. No obstante, dentro de la programación de San Fermín, destacó el hito en 2001 de retransmitir los encierros de San Fermín para la red Localia, algo que hasta ese momento solo se había visto en televisión a través de Televisión Española. 
La última parrilla de programación de Canal 4 estaba conformada por los siguientes espacios: 
- Canal 4 Noticias (1.ª y 2.ª edición)
- La Entrevista
- Avance Informativo
- El Mirón
- Nos queda la palabra
- Crearte
- Por la Escuadra
- 7 Días
- Los Caminos del Vino
- Las 4 Esquinas
- La Torre de Babel
- La Buhardilla de Alú
- Navarra sin Fronteras
- Habitación con vistas
- SanFermanía
- El Encierro
- SanFermix
- Navarra Splash

## Centros y medios de distribución/emisión
La sede central, estudios y centro de emisiones del canal se encontraba en el Polígono de Cordovilla al sur de Pamplona. El edificio era claramente reconocible gracias a que disponía en su tejado de una torre en donde en su alto había un cubilete con su logotipo en todas sus caras, y a lo largo de sus escaparates de cristal recorría de lado a lado una franja con su logotipo repetido continuamente.
Aunque de alcance regional la señal no se emitía en todos los repetidores de Navarra: En algunas zonas se emitía a través del  mux 62 (802 MHz). En otras su señal digital también era ofrecida por el sistema de teledistribución de OPNATEL por el mux 23 (514 MHz).
Canal 4 Navarra y Canal 4 Digital también podían seguirse en Navarra por la televisión de ONO (antigua red de Retena). En Logroño a través de la televisión de ONO (antigua red de Reterioja) en el 32 UHF, se podía sintonizar en señal analógica el primer canal (Canal 4 Navarra).